# Condado de los Llanos
El condado de los Llanos es un título nobiliario español con Grandeza de España creado por la reina Isabel II de España el 30 de septiembre de 1866 a favor de don José de Salamanca y Mayol, I marqués de Salamanca, Ministro de Hacienda y senador de España.

## Condes de los Llanos
|                                  | Titular                                        | Periodo                          |                                  |
| Creación por Isabel II de España | Creación por Isabel II de España               | Creación por Isabel II de España | Creación por Isabel II de España |
| -------------------------------- | ---------------------------------------------- | -------------------------------- | -------------------------------- |
| I                                | José de Salamanca y Mayol                      | 1866-1883                        |                                  |
| II                               | Fernando de Salamanca y Livermore              | 1883-1904                        |                                  |
| III                              | Fernando de Salamanca y Hurtado de Zaldívar    | 1905-1921                        |                                  |
| IV                               | Luis de Salamanca y Hurtado de Zaldívar        | 1922-1954                        |                                  |
| V                                | Carlos de Salamanca y Hurtado de Zaldívar      | 1955-1975                        |                                  |
| VI                               | María de Lourdes de Salamanca y Caro           | 1979-2004                        |                                  |
| VII                              | Olavio Egidio Monteiro de Carvalho y Salamanca | 2005-2022                        |                                  |

## Historia

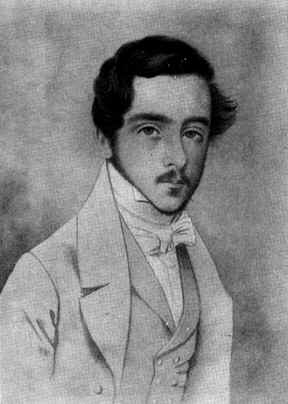
José de Salamanca y Mayol, I marqués de Salamanca y I conde de los Llanos

- José de Salamanca y Mayol (1811-30 de septiembre de 1883), I conde de los Llanos[1] y I marqués de Salamanca.

Se casó, en 1835, con Petronila Livermore y Salas (1811-14 de julio de 1866). Le sucedió su hijo.
- Fernando de Salamanca y Livermore (1836-22 de julio de 1904), II conde de los Llanos[1] y II marqués de Salamanca.

Casó, en 1868, con María del Carmen Hurtado de Zaldívar y Heredia (Málaga, 31 de enero de 1851-13 de noviembre de 1925), II vizcondesa de Bahía Honda de la Real Fidelidad y V condesa de Zaldívar.  Les sucedió su hijo.
- Fernando de Salamanca y Hurtado de Zaldívar (1879-abril de 1921), III conde de los Llanos.[1] Le sucedió su hermano.[1]
- Luis de Salamanca y Hurtado de Zaldívar (1884-30 de septiembre de 1954),[2] IV conde de los Llanos desde el 9 de febrero de 1922[1] y III marqués de Salamanca.

Casó con María Julia Martínez de la Hoz y Acevedo. Le sucedió su hermano.
- Carlos de Salamanca y Hurtado de Zaldívar (1887-Marbella, 27 de agosto de 1975), V conde de los Llanos,[1] IV marqués de Salamanca y III vizconde de Bahía Honda de la Real Fidelidad.

Se casó en primeras nupcias el 5 de noviembre de 1919 con Isabel Caro y Guillamas (1887-26 de enero de 1929) y en segundas con Margarita Varela Martorell. Le sucedió su hija del primer matrimonio.
- María Lourdes de Salamanca y Caro (1920-26 de marzo de 2004), VI condesa de los Llanos[1] y V marquesa de Salamanca.

Casó el 29 de diciembre de 1938, con el brasileño Alberto Monteiro de Carvalho (m. 18 de julio de 1946). Contrajo un segundo matrimonio el 1 de septiembre de 1952, con el conde Johann Heinrich Larisch von Mönnich.  En 1979 distribuyó el marquesado de Salamanca a favor de su hijo mayor, a su muerte recibió el de conde de los Llanos.
- Olavio Egidio Monteiro de Carvalho y Salamanca (Río de Janeiro, 24 de febrero de 1941-Río de Janeiro, 20 de octubre de 2022),[5] VII conde de los Llanos y VI marqués de Salamanca.[1]

Casó el 29 de abril de 1970 con Elizabeth Anne Sales Halley, padres de  Isabella, María, Ana y Julia Monteiro de Carvalho y Sales.